# Epimecis wittfeldi
Epimecis wittfeldi är en fjärilsart som beskrevs av Charles Oberthür 1913. Epimecis wittfeldi ingår i släktet Epimecis och familjen mätare. Inga underarter finns listade i Catalogue of Life.